# Лана (река)
Лана (алб. Lana) — река в Албании. Является основной водной артерией столицы Албании Тираны и одним из крупнейших притоков реки Тирана. Длина реки — 29 км. Площадь водосборного бассейна — 67 км². Средний расход воды — 0,5 м³/с.

## Описание
Исток Ланы находится в горах к востоку от города Тирана в районе деревни Ланабрегас. Река сильно загрязнена городскими стоками из-за отсутствия очистных сооружений. Это позволило отходам течь в реку, что привело к вымиранию рыбы в ней.